# Teatro Principal (Reinosa)
El Teatro Principal es un teatro situado en la calle Mayor, n.º 25, de la localidad cántabra de Reinosa (España). Presenta un aforo de 350 localidades, divididas en una sala con palcos y anfiteatro. La fachada del edificio está compuesta por cinco arcos de sillería de medio punto formando unos soportales.
Construido a finales del siglo XIX, abrió sus puertas al público en 1893. Después de ser reacondicionado por el Ayuntamiento de Reinosa, y reinaugurado el 7 de septiembre de 1991, el propio Ayuntamiento es el encargado de su gestión, programando tanto obras de teatro como otras actividades musicales o cinematográficas. Entre otras, destacan las siguientes actividades:
- Muestra Escolar de Teatro (mayo y junio).
- Certamen Nacional de Teatro de Aficionados Ciudad de Reinosa (octubre y noviembre).
- Temporada de Teatro de Otoño (noviembre y diciembre).

El Teatro Principal cuenta además con un cine comercial, abierto de septiembre a julio, en el que se realiza un ciclo de cine europeo, además de programar cine comercial. La Filmoteca de Cantabria también realiza ciclos de películas en versión original subtitulada.